# 9344 Klopstock
A 9344 Klopstock (ideiglenes jelöléssel 1991 RB4) a Naprendszer kisbolygóövében található aszteroida. Freimut Börngen fedezte fel 1991. szeptember 12-én.